# Alex Sanders
Alex Sanders, pseudonimo di Orrell Alexander Carter (Birkenhead, 6 giugno 1926 – Sussex, 30 aprile 1988), è stato un esoterista britannico.
Fu il fondatore della tradizione alexandriana della Wicca. Venne proclamato dai suoi seguaci "Re delle Streghe"

## Giovinezza
Orrel Alexander Carter nacque il 6 giugno 1926 a St. Birkenhead, Liverpool, primo di sei fratelli. Suo padre era un ballerino con problemi di alcolismo. Poco dopo la sua nascita, la famiglia si trasferì a Grape St, Manchester e ufficiosamente cambiò il cognome in Sanders. Alex rimase all'oscuro del suo vero cognome finché non dovette firmare il passaporto e partecipare al censimento del 1960.

## Iniziazione alla stregoneria
Diverse e contraddittorie sono le notizie riguardo l'Iniziazione di Alex nel mondo della Stregoneria, tuttavia per convenzione si ritiene che quella più accreditata sia la versione riportata nella sua biografica, King of the Witches di June Johns:
"Una sera del 1933, quando avevo sette anni, fui invitato per il tè a casa di mia nonna. Per qualche ragione, quando arrivai, non bussai alla porta così dinnanzi a me vidi mia nonna, nuda, coi suoi lunghi capelli grigi sciolti e legati attorno alla vita, in piedi, in un cerchio disegnato sul pavimento della cucina".
Ricomposta, la nonna, intimò ad Alex di entrare nel cerchio, di togliersi i vestiti, e di mettere la testa fra le sue cosce. Fatto ciò, prese un coltello a forma di falce e recidendo il suo scroto disse: "Adesso sei uno di noi". Fu allora che Alex divenne una Strega. Sua nonna era una strega ereditaria discendente dal capo britanno Owain Glyndŵr, l'ultimo uomo (secondo Sanders) che si definì "Il Re delle Streghe"; si suppone che la nonna lasciò ad Alex il suo Libro delle ombre all'età di nove anni, insegnandogli i riti e le magie delle Streghe. Da sua nonna imparò alcune tecniche di chiaroveggenza, prima fra tutti la cristalloscopia, la visione nell'acqua e nella sfera di cristallo. Alex affermò che dopo il Blitz e pochi mesi prima che la nonna morisse a 74 anni, lo iniziò al secondo e terzo grado con la presenza di rituali sessuali.»
(June Johns, King of the Witches)
La Grande Sacerdotessa Patricia Crowther racconta una storia differente. Secondo le lettere inviatole nel 1961 da Sanders, lui non richiedeva di essere iniziato ma dichiarava di aver sperimentato la seconda vista. In un'intervista del 1962, Sanders afferma di esser stato iniziato da un anno e di lavorare in un Coven gestita da una donna di Nottingham. Tale affermazione è confermata da Maxine Sanders, futura moglie e Sacerdotessa di Alex. Maxine sostenne inoltre che sebbene Alex sia stato successivamente iniziato alla Wicca, precedentemente in gioventù ha ricevuto gli insegnamenti di una forma di Stregoneria dalla nonna, l'onorevole Bibby, che descrive come una donna austera, saggia nel folklore, che ha impartito le conoscenze della sua tradizione ad Alex col permesso della madre - sembra inoltre che tutti i fratelli di Alex abbiano sviluppato facoltà psichiche, infatti dice:
(A Talk by Maxine Sanders part 2, Witchcraft and Wicca Issue 4, p. 4. London: Children of Artemis.)
Tuttavia quando Alex si rivelò al pubblico come Strega, la Signora Sanders ebbe uno shock così potente da sfiorare l'esaurimento nervoso.
Secondo Maxine, Alex inizialmente lavorò come guaritore nelle Spiritualist Churches con lo pseudonimo di Paul Dallas; un famoso medium chiamato Edward in questo periodo scoprì Alex e tramite lui anche i suoi fratelli chiedendogli di partecipare ad uno show dimostrativo ma loro rifiutarono strenuamente affermando che la dote della chiaroveggenza, guarigione e medianità è un dono divino e non deve essere oggetto di abuso.

## Il primo matrimonio
Verso la fine della guerra Alex lavorò per un laboratorio chimico a Manchester. Qui all'età di 21 anni conobbe e sposò la collega Doreen, diciannovenne. Da lei ebbe due figli Paul e Janice; Sembra inoltre che il desiderio di Alex era di aumentare il numero di figli ma in questo venne ostacolato da Doreen che tra l'altro non approvava la ricerca occulta. Il matrimonio velocemente cominciò a collassare finché Doreen - presi i figli - lascerà Alex allora ventiseienne. Secondo Maxine, Doreen lanciò una maledizione sulla fertilità di Alex dopo la loro separazione, anche perché questa successivamente ebbe una coppia di gemelli da un nuovo matrimonio.
Fu proprio nella ditta farmaceutica che Alex conobbe la madre di Maxine, tuttavia il rapporto fu compromesso con conseguente allontanamento dall'"intensa avversione" del padre di Maxine che essendo ateo non vedeva di buon occhio il giovane Sanders.

## Il Sentiero della Mano Sinistra
Dopo la Seconda guerra mondiale e l'abbandono da parte di Doreen, Alex si sentì isolato e privato della sua conoscenza occulta, perciò decise di imboccare il "Sentiero della Mano Sinistra" dopo svariati lavori andati pessimamente e relazioni sessuali altalenanti con uomini e donne.
(Richard Cavendish, "Alex Sanders", Man, Myth and Magic)
Una delle amanti di Alex - molto legata a lui - si suicidò; la sorella Joan fu ferita accidentalmente in una sparatoria e poco dopo le venne diagnosticato un tumore terminale. Alex incolpò sé stesso degli avvenimenti, così decise di abbandonare la magia per scopi egoistici e di dedicarsi all'insegnamento a favore degli altri.
In questo periodo studiò le opere di Abremelin. Apparentemente degli angeli gli dissero di cercare un lavoro come facchino e nel 1963 divenne un dipendente del John Rylands Library di Manchester dove riuscì a consultare una copia originale della Chiave di Salomone. Per sua stessa ammissione, attratto dal libro strappò qualche pagina con l'intento di copiarla e scoperto rischiò la denuncia ma i bibliotecari arrivarono ad un compromesso ovvero dimenticare tutto a patto che il materiale fosse restituito integralmente.

## Wicca
I primi contatti con la Wicca avvennero nel 1962 attraverso Patricia Crowther. Nel settembre del 1962 riuscì a convincere il Manchester Evening News a pubblicare un articolo sulla Wicca. La pubblicità derivante fu un deterrente per Alex che prima venne licenziato dal lavoro nella Libreria e poi allontanato dai Crowther che considerarono pericolosa la sua iniziazione.
L'iniziazione comunque gli venne offerta da una Sacerdotessa appartenente alla Coven dei Crowther che successivamente lavorò per parecchi anni con Maxine. Secondo delle voci di corridoio, Alex riuscì a copiare il Libro delle ombre Gardneriano in un garage mentre il resto della Coven era in casa; Maxine controbatte questa diceria, dichiarando invece che Sanders ricopiò il Libro delle ombre secondo il metodo tradizionale dalla sua iniziatrice.
Poco dopo entrò a far parte di una Coven Gardneriana guidata da Pat Kopanski che si sciolse nel giro di un anno. Alex seguì moltissime Coven, una di queste lo videro come protagonista insieme ad una Sacerdotessa di nome Sylvia. Sembra che successivamente sia Sylvia che altri membri abbandonarono pacificamente la Coven lasciando ad Alex l'esclusiva amministrazione come Grande Sacerdote. In questo periodo la Coven di Alex lavorò al 24 Egerton Road North, Chorlton-cum-Hardy, Manchester. Alex continuò nella politica pubblicitaria, attirando i media e quindi nuovi seguaci. Dal 1965 iniziò più di 1,623 individui distribuiti in 100 Coven che lo nominarono Re delle Streghe.
Tra le sue presunte gesta magiche c'è la creazione di un "bambino spirituale" che divenne il suo famiglio. La nascita rientra nell'atto sacro della masturbazione, tipico della Magia Sessuale, celebrato da Alex ed un suo seguace maschio. A conclusione del rito apparve il famiglio Michael che crescendo in forma si dissolse per riapparire poco dopo in una seduta di channelling (canalizzazione) presieduta da Sanders. La forza di Michael fu probabilmente la causa che portò Alex a comportarsi in maniera abominevole ed aggressiva, insultando addirittura i compagni. Col tempo Michael maturò e divenne un utile famiglio volto alla guarigione e al channeling.
Un altro famiglio molto utilizzato da Sanders fu Nick Demdike che rivelò di essere una strega perseguitata a Lanchester nel XVII secolo - sebbene questo cognome compaia nei registri non si è mai trovata un'esecuzione portante il nome di Nick Demdike. Comunque nel romanzo gotico The Lancashire Witches di William Harrison Ainsworth (1854) appare uno stregone del XVI secolo chiamato Nicholas Demdike.
Agli inizi del 1968, Alex Sanders partecipò ad altri ordini cavallereschi - che nel 1974 raggiunsero il numero di 16 e probabilmente esso aumentò prima della sua morte. Tra questi ricordiamo l'Ordine dei Cavalieri Templari, l'Ordine di San Michele, l'Ordine di San Giorgio e l'Ordine della Luna (anche conosciuto come Order of the Romaic Crescent).

## Le gesta di guarigione
Le sue gesta comprendono la distruzione delle verruche augurandole a qualcun altro: "Qualcuno che è già sfigurato e marchiato da bolle possa riempirsi di verruche". Affermò di aver guarito un uomo dall'eroina e una donna dalla cistite imponendo le sue mani sulla testa anche a distanza e rimuovendo il dolore. Rivelò inoltre di aver curato una donna dal cancro rimanendo per tre giorni e tre notti in ospedale dove tenendo i piedi della donna le versò la sua energia guaritiva.
Ha anche dichiarato di aver comandato che una gravidanza si interrompesse e così è avvenuto. Oppure che ha aiutato alcuni medici nella terapia su alcune donne, risolvendo tra l'altro i problemi di chi non poteva permettersi le parcelle degli specialisti. Una volta ha registrato una gravidanza interrotta in cui l'anima è ritornata al Divino.
Una delle guarigioni più famose dei Sanders è sicuramente quella che vide come protagonista la figlia Janice, nata senza liquido amniotico, con una malformazione al piede sinistro. I medici dissero che non si poteva fare nulla finché la bambina non avesse raggiunto l'adolescenza. Michael Sanders ebbe l'"intuizione" di ungere il piede malformato con olio di oliva caldo. Questo fece sì che il piede si raddrizzasse sorprendentemente. Il piede rimase dritto. Janice continuò a camminare normalmente tranne che per un lieve zoppicamento nei periodi umidi e freddi.

## Nascite, relazioni e media
Nel corso del 1960 Alex Sanders si sposò con Maxine Morris, una donna di religione cattolica 20 anni più giovane, che in breve tempo fu iniziata all'Arte divenendo la Grande Sacerdotessa del marito. Nel 1965 venne celebrato l'Handfasting e nel 1968 si procedette anche all'unione civile. Da sposi si trasferirono in un appartamento - seminterrato - vicino a Notting Hill Gate a Londra, dove preparavano le loro Coven ed insegnavano la Stregoneria. Nello stesso anno nacque Maya, la loro primogenita.
L'effetto che i Sanders ebbero sui mass media fu grande tanto che nel 1969 June Johns decise di scriverne una biografia - in chiave romantica - intitolata King of the Witches (Il re delle streghe) a cui seguì il film Legend of the Witches ("La leggenda delle streghe"). La popolarità scaturita da queste opere portò i Sanders in diversi talk-show e conferenze pubbliche.
Secondo Maxine, Alex non ha mai voluto la pubblicità ma semplicemente non poteva evitarla. Inoltre ha descritto un espediente in cui Alex tentò di spostare l'attenzione su di sé per salvare una coppia di streghe. Queste - seguaci di Alex - erano pubblicamente cristiane ma i mass media incuriositi dalla loro attività cominciarono ad indagare e se ciò veniva a sapersi sarebbe stato uno scandalo per la coppia. Così Alex fornì alla stampa una storia alternativa che attirasse l'attenzione su di lui ovvero un rito di resurrezione che doveva svolgersi ad Alderley Edge. Una sagoma fasciata fu analizzata da un seguace di Alex, medico di professione e venne accertato il suo reale stato di cadavere.
(A Talk by Maxine Sanders part 2, Witchcraft and Wicca Issue 4, p. 4. London: Children of Artemis.)
Sanders si fece spesso fotografare con indosso solo un perizoma, circondato da streghe nude. La spiegazione sta nel fatto che la "Legge delle streghe" impone che l'anziano di una Coven debba essere sempre riconosciuto e identificato dagli altri.
All'anteprima del Legend of the Witches, Sanders incontrò per la prima volta Stewart Farrar. Questi scriveva per il settimanale Reveille e allora stava lavorando alla storia moderna della Stregoneria, perciò Alex rappresentava un ottimo spunto. Ad un certo punto della serata il Re delle Streghe propose a Stewart di partecipare alla prossima iniziazione in una Coven. Successivamente Stewart Farrar sarà iniziato da Maxine Sanders in quella stessa Coven, dove incontrerà la sua futura moglie, Janet Owen.

## Ultimi anni
Nel 1971 Alex e Maxine si separeranno, con l'accusa che la donna non riusciva a sopportare la bisessualità del marito. Alex si trasferisce nel Sussex mentre Maxine rimane a Londra dove continua a guidare le Coven, insegnando l'Arte ed iniziando i candidati. Nel 1971 nacque il secondo figlio, Victor. Il forte rapporto di Alex e Maxine continuò anche dopo la separazione con molti alti e bassi fino alla morte di lui avvenuta nel 1988.
Nel 1979 Alex pubblicamente chiese scusa per gli errori passati, per le stupidaggini pubblicitarie e per le iniziazioni false esprimendo il desiderio che la Wicca un giorno dovrebbe mettere da parte le divergenze "unendosi in amore fraterno, con davanti il volto della Signora e del Signore" e realizzando così una propria dignità anche nel mondo esterno.
Dal 1979 ha iniziato a lavorare con Derek Taylor, un medium e psichista. Insieme hanno rafforzato e sviluppato il lavoro magico dell'Ordine dei Sanders, l'Ordine della Luna in Costantinopoli, indetto da un'entità contattata a Londra nel 1967 che affermò di essere un greco discendente dalla dinastia bizantina dei Paleologi e che nominò Alex Gran Priore per l'Inghilterra e il Galles. I due hanno inoltre contattato moltissime entità celesti, spiriti fino al Demiurgo stesso. Hanno registrato svariate predizioni tra cui lo scoppio della Terza Guerra Mondiale.
Un altro gruppo oscuro in cui Sanders fu coinvolto nel 1960 a Londra fu l'Ordine di Deucalione, incentrato sulla magia atlantidea e sul contatto con gli abitanti dell'antica e perduta Atlantide, similmente a Merlino Alex fu preparato da un importante capo degli Atlantidei.
Fino al 1980 Sanders continuò ad istruire ed iniziare svariati studenti.
Alla vigilia di Beltane (30 aprile) del 1988, dopo un sofferto cancro ai polmoni, Alex Sanders muore. Ma anche da morto genererà polemiche. Al suo funerale, i Sanders dichiararono che a prendere le redini della sua opera sarà il figlio Victor, il nuovo Re delle Streghe. Secondo Maxine tuttavia il figlio rifiutò e si trasferì negli Stati Uniti.
Secondo alcune stime, Alex Sanders avrebbe nella sua carriera generato un "Consiglio degli Anziani" pari a 100.000 membri. Tuttavia questa stima fu drasticamente ridotta e imputata come un'"invenzione" dei seguaci di Sanders, in quanto sembrava altamente improbabile che in Inghilterra ci fossero più di 100000 streghe figuriamoci di anziani.
La Tradizione Alessandriana oggigiorno è diffusa in moltissimi paesi come l'Inghilterra. Negli Stati Uniti non ha mai ottenuto il successo di quella Gardneriana, migliori risultati invece l'ha ottenuti in Canada. Molti, tra cui Stewart Farrar, hanno dichiarato che Sanders ha dato un contributo indispensabile all'Arte.

## Comunicazionepost-mortem
A Lammas del 1998, dieci anni dopo la morte di Alex, la New England Wiccan Coven ha dichiarato di aver contattato lo spirito di Sanders. La comunicazione continua fino al 2000 momento in cui, secondo quanto detto dalla Coven, Alex Sanders doveva reincarnarsi in un giovane alla Vigilia di maggio negli Stati Uniti. Tuttavia il contatto continuò fino al 2003 senza reincarnazione a quanto pare e con la postuma interruzione del collegamento.
I messaggi rivolti a tutti i Wiccan esortavano all'amore per la Dea e all'unità della Wicca. Le canalizzazioni sono registrate e documentate in A Voice in the Forest di Jimahl diFiosa.